# Prefectura Autònoma Tibetana i Qiang d'Aba
La Prefectura Autònoma Tibetana i Qiang d'Aba, o Ngawa, (tibetà: རྔ་བ་བོད་རིགས་དང་ཆང་རིགས་རང་སྐྱོང་ཁུལ་, wylie: rnga ba bod rigs cha'ang rigs rang skyong khul; Qiànguic: Ggabba Shbea Rrmea nyujugvez zhou; xinès simplificat: 阿坝藏族羌族自治州; xinès tradicional: 阿壩藏族羌族自治州) és una prefectura autònoma de la província de Sichuan. Té una extensió de 83.201 km² i una població de. 919.987 habitants (2013).

## Situació geogràfica
La Prefectura d'Aba està situada al nord-oest de la província de Sichuan, a prop de la plana de Chengdu. Fa frontera amb la província de Gansu al nord i nord-est, i amb la província de Qinghai al nord-oest. Està situada al marge sud-est de l'altiplà del Tibet, i constitueix l'extrem nord de la serralada de muntanyes del nord-oest de Sichuan. El sud-est de la prefectura és l'àrea de la vall alpina, la part central és l'àrea de Shanyuan, i el nord-oest és l'altiplà. En el seu territori neixen i transcorren els principals afluents de la conca alta del riu Iang-Tsé, que són el riu Min i el Dadu. El riu Dadu travessa tot el territori d'Aba. També el riu Groc travessa una part del territori d'Aba, en el curs superior.

## Administració i societat
La prefectura es divideix en 13 xians: Barkam, Heishui, Jinchuan, Xiao Jin, Aba, Zamtang, Zoige, Wenchuan, Li, Mao, Songpan, Jiuzhaigou i Hongyuan; que al mateix temps es reparteixen en 219 municipis (51 ciutats i 168 pobles), i 1354 entitats de població o llogarets.
A la fi de 2015 hi havia registrada una població total de 914.106 persones, de les quals la població agrícola era de 710.565 persones, i la població no agrícola de 203.541 persones. Pel que fa a les ètnies, el 58,1% són tibetans, el 20,6% d'ètnia han, el 18,6% de Qiang, 3,2% de musulmans, i el 0,2% d'altres nacionalitats.
La prefectura alberga l'important monestir budista de Kirti, amb més de 2.500 monjos, el qual ha estat escenari de forts enfrontaments entre l'exèrcit enviat pel govern xinès i els monjos que protesten per l'ocupació del Tibet per part de la Xina popular.

## Economia i recursos
El turisme, l'energia hidràulica, la biologia i els recursos minerals són les principals fonts de la seva economia. La Reserva natural nacional Wolong, hàbitat del Panda gegant, i la cultura budista i tibetana atreuen cada vegada més turistes, tant xinesos com forans. Les reserves d'aigua tenen capacitat per generar 14 milions de quilowatts. Hi ha grans extensions de pastures naturals de qualitat que nodreixen nombrosos ramats de bestiar. D'altra banda, s'hi recullen anualment 85.000 tones d'herbes medicinals silvestres de 1.900 tipus diferents, entre les quals destaquen la fritil·lària, el teix, l'astràgal, Rhodiola, Codonopsis, Notopterygium, Genciana, ruibarbre i altres. També posseeix recursos minerals que inclouen or, liti, granit, marbre, pedra calcària, ciment, torba, aigua mineral, i aigües termals.